# President Roxas (Capiz)
President Roxas (in passato Lutod-Lutod) è una municipalità di quarta classe delle Filippine, situata nella Provincia di Capiz, nella Regione del Visayas Occidentale.
President Roxas è formata da 22 baranggay:
- Aranguel
- Badiangon
- Bayuyan
- Cabugcabug
- Carmencita
- Cubay
- Culilang
- Goce
- Hanglid
- Ibaca
- Madulano
- Manoling
- Marita
- Pandan
- Pantalan Cabugcabug
- Pinamihagan
- Poblacion (Elizalde)
- Pondol
- Quiajo
- Sangkal
- Santo Niño
- Vizcaya